# Óxido de uranio

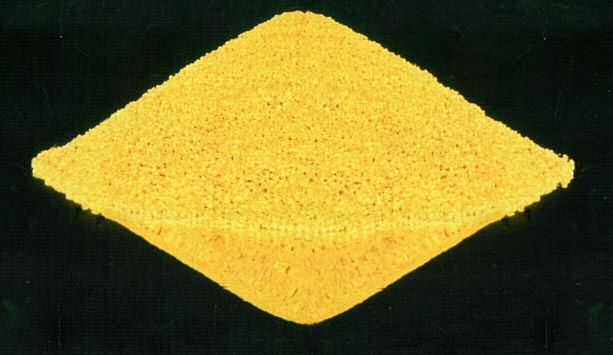
Torta amarilla (óxido de uranio).

El óxido de uranio concentrado, torta amarilla, urania es un concentrado de óxido de uranio obtenido mediante la pulverización del mineral de uranio. Es un producto industrial cuyo contenido de uranio es superior al del mineral de origen con un contenido habitualmente superior al 70 por ciento y que suele estar constituido por un uranato (sódico, magnésico, amónico, etc.) o un óxido de uranio.

## Representación y radiactividad
Se suele representar con la fórmula U3O8.
El concentrado de uranio es radiactivo, insoluble en agua y contiene un 80% de óxido de uranio.
Se funde a unos 2878 °C.

### Preparación
Una vez que está pulverizado, el mineral de uranio se baña en ácido sulfúrico para separar el uranio. La torta amarilla es la sustancia que queda tras secarlo y filtrarlo. Sin embargo, la torta producida por las máquinas pulverizadoras modernas es marrón o negra, y no amarilla; el nombre proviene del color y la textura que tiene el material cuando se extrae.
La torta amarilla se usa para preparar, en fábricas nucleares especializadas, el combustible de los reactores nucleares, en los cuales se procesa y purifica para obtener dióxido de uranio (UO2).
La torta amarilla es uranio no enriquecido y no puede usarse por sí mismo para construir armas nucleares.
En un reactor, sin embargo, puede ser utilizado para obtener plutonio, que sí sirve para este tipo de armas.
También se puede obtener uranio enriquecido, convirtiéndolo en hexafluoruro de uranio (UF6), mediante la separación isotópica por difusión o mediante fuerza centrífuga para producir uranio enriquecido, válido para armas y reactores.

## Producción de concentrado de uranio
El concentrado de uranio se fabrica en aquellos países que poseen minas de uranio. Los mayores productores son Canadá, Australia, Kazajistán, Rusia, Namibia, Níger, Uzbekistán, Estados Unidos y Sudáfrica. 

### Producción de uranio enriquecido
Sin embargo el denominado enriquecimiento de uranio -procesamiento y purificación- y posterior comercialización solamente se produce en nueve países: EE. UU., Rusia, China, Holanda, Reino Unido, Alemania, Francia, Brasil y Japón. Algunos otros lo producen en poca cantidad y para suministro de las propias centrales o armas militares.

## Uso en cerámica
En los años 50 era popular la cerámica pintada de amarillo, que se pintaba con óxido de uranio.